# Thursday Island

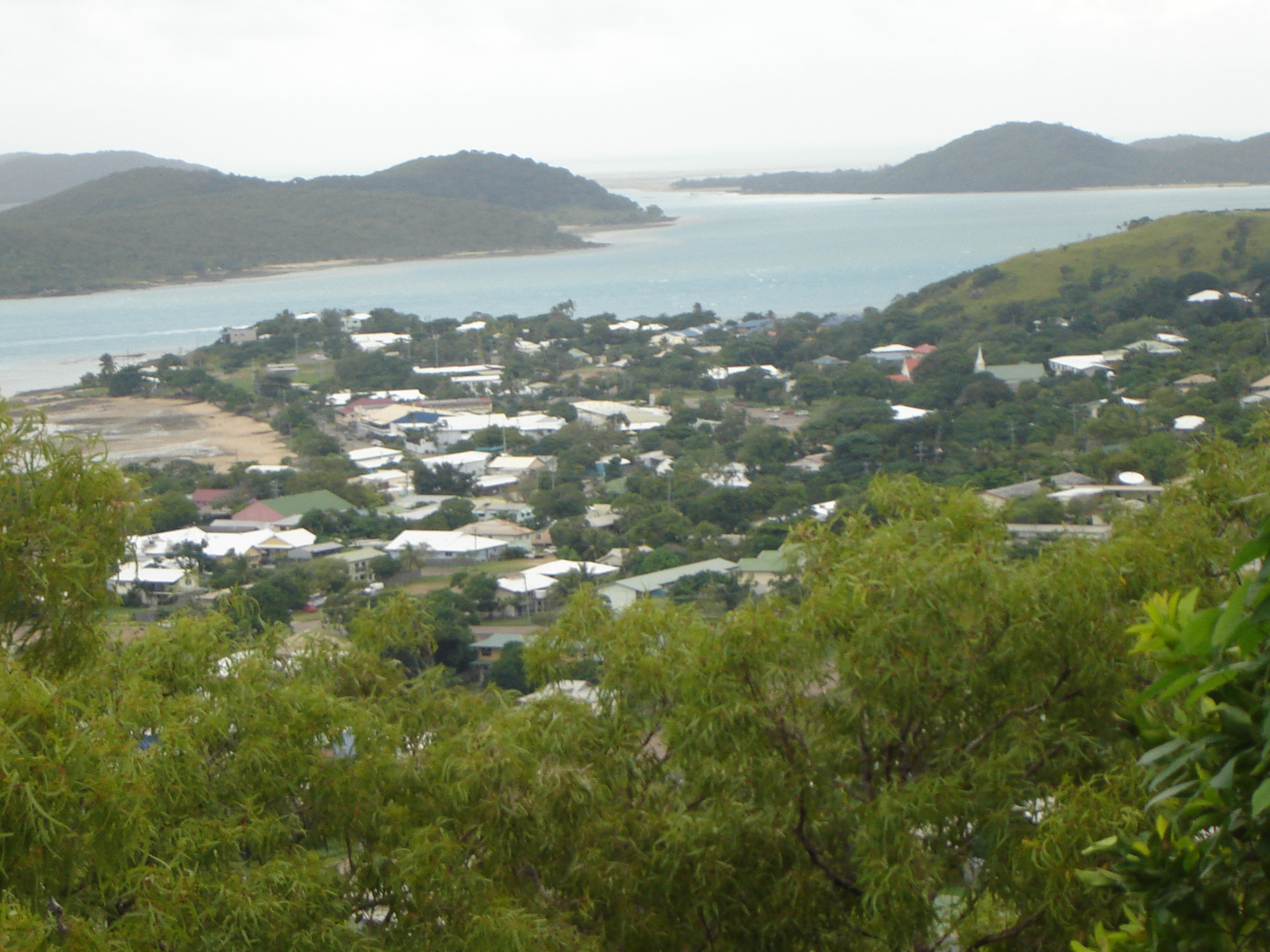
Town of Thursday Island

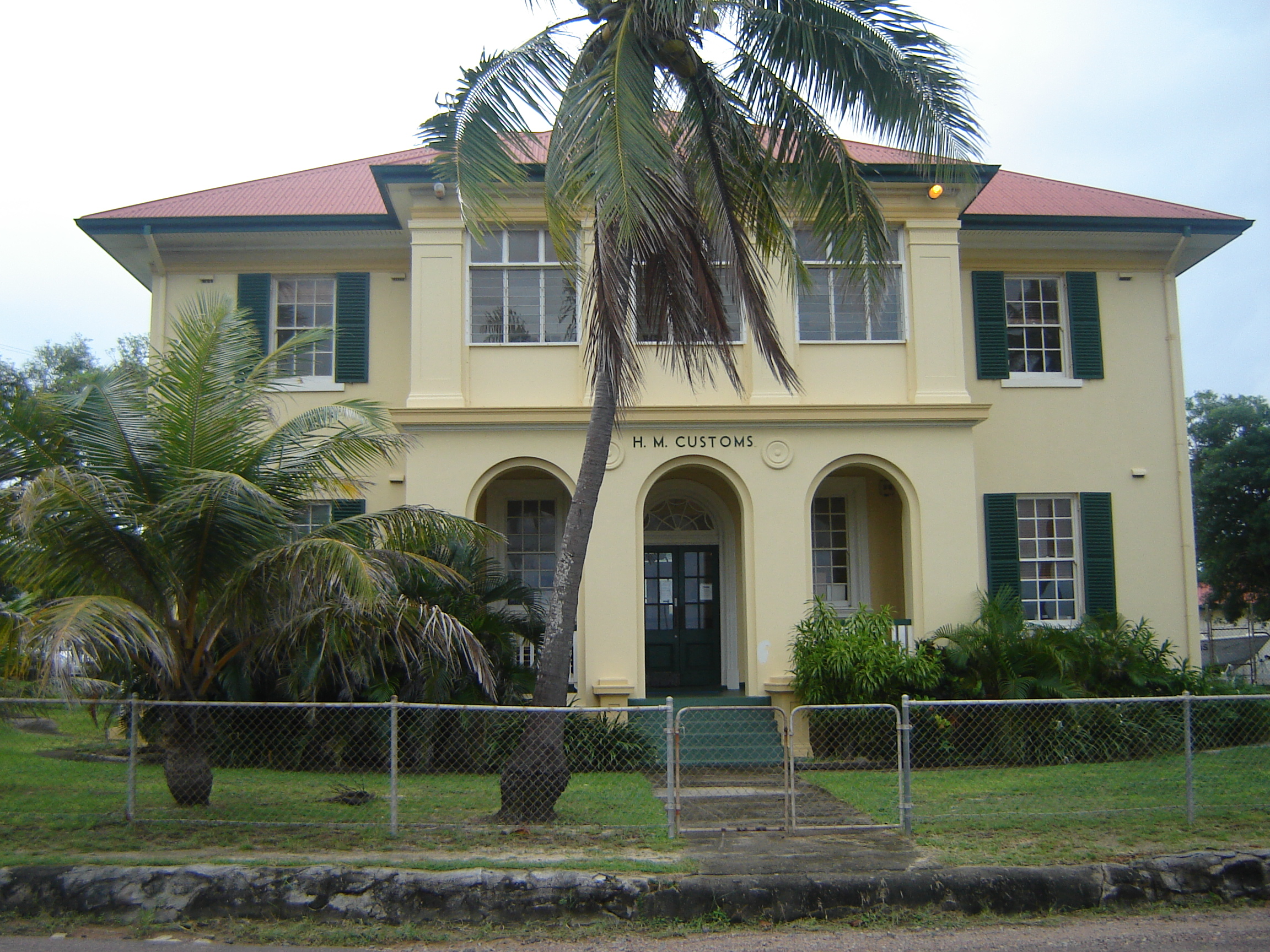
Zollhaus auf Thursday Island

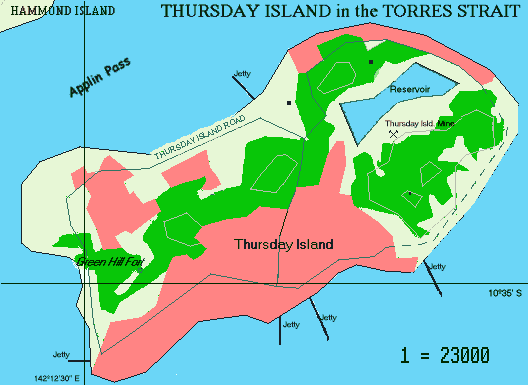
Übersichtskarte von Thursday Island

Thursday Island, von den einheimischen Torres-Strait-Insulanern traditionell Waiben genannt, ist das administrative und kommerzielle Zentrum der Inseln in der Torresstraße. Die Verwaltung des Torres Shire, der Shire Council, hat hier seinen Sitz. Die Stadt auf der Insel, Town of Thursday Island, ist Verwaltungssitz der nördlichsten Gemeinde (in Queensland Shire genannt) Australiens, Torres Shire.

## Etymologie
Der westliche Name der Insel stammt von Kapitän William Bligh, der die Torresstraße vom 2. Juni (Dienstag) bis 5. Juni 1789 (Freitag) in Richtung Westen (Kupang) durchfuhr. Einige der Inseln, die er dabei passierte, nannte er nach den Wochentagen seiner etwa viertägigen Durchfahrt Tuesday Islets, Wednesday Island, Thursday Island und Friday Island. Sunday Island, die er bereits am vorangegangenen Sonntag, den 31. Mai 1789 passiert hatte, liegt rund 200 Kilometer südöstlich der Torres Strait Islands nahe der Ostküste der Kap-York-Halbinsel.

## Geographie
Thursday Island liegt 39 km vor der Kap-York-Halbinsel im Nordwesten des australischen Bundesstaates Queensland. Die Insel ist geographisch Teil der nach ihr benannten Thursday-Inseln, einer Inselgruppe der Torres-Strait-Inseln, zu der auch die Horn-, Hammond-, Prince-of-Wales- und die Friday-Insel gehören, politisch Teil der Inner Islands, einer Inselregion im Verwaltungsbezirk Torres Shire von Queensland.
Thursday Island hat eine Fläche von 3,50 km² und eine Bevölkerung von mehr als 2.900 Einwohnern. Der höchste Punkt der Insel, der Milman Hill, liegt 104 m hoch. Aufgrund der guten Lage befand sich hier auch eine Militärstation während des 2. Weltkriegs.

## Bevölkerungsentwicklung
Die Bevölkerungsentwicklung von Thursday Island in den letzten 10 Jahren war weitestgehend stabil. Die Indigene Bevölkerung (Torres-Strait-Islanders) machte im Jahr 2016 einen Anteil von fast 70 % aus.
| 2001 | 2002 | 2003 | 2004 | 2005 | 2006 | 2007 | 2008 | 2009 | 2010 | 2011 |
| ---- | ---- | ---- | ---- | ---- | ---- | ---- | ---- | ---- | ---- | ---- |
| 2791 | 2839 | 2852 | 2832 | 2841 | 2755 | 2823 | 2924 | 2887 | 2912 | 2610 |

## Klima
Das Klima ist tropisch mit einer täglichen Durchschnittstemperatur von 29 °C. Der wärmste Monat ist der November mit einer Temperatur von 31,4 °C, die bis Juli auf 27,6 °C abfällt. Das jährlich durchschnittliche Maximum beträgt 30,2 °C, das Minimum 24,2 °C.
Niederschläge dominieren im Januar mit einem Durchschnitt von 389 mm, während September und Oktober nur ein Mittel von 3 mm erreichen. Im Verlauf eines gesamten Jahres fallen etwa 1716 mm Regen.

## Wirtschaft
Auf der Insel befindet sich eine der beiden Hauptquartiere der Torres Strait Lotsen, einer Kooperative qualifizierter Seeleute, die Schiffe durch die Meerenge nach Cairns geleiten. Die Torres Strait gilt wegen ihrer zahlreichen Riffe als schwierig.
Wichtig sind nach wie vor die Perlmuttindustrie und die Fischerei und immer mehr auch die Aquakultur. Immer mehr an Bedeutung gewinnt auch der Tourismus. Historisch gesehen waren bislang wohl William Somerset Maugham und der in Australien sehr verehrte Autor und Poet "Banjo" Paterson die bekanntesten Touristen.
Der Torres Strait Campus des Tropical North Queensland TAFE Institute, einer technischen Hochschule, welcher sich neben der allgemeinen Schule befindet, ist die höchstrangige Bildungseinrichtung der Torres Strait. Zudem gibt es auf der Insel seit 2003 einen Außenposten der James Cook Universität, der Studiengänge für das Lehramt und das Gesundheits- und Krankenpflegerwesen anbietet und eine Grundschule.
Die einzigen Übernachtungsmöglichkeiten und touristischen Einrichtungen befinden sich auf Thursday Island und Horn Island.

## Geschichte
Die Insel wird vermutlich schon seit Jahrtausenden von melanesischen Torres-Strait-Insulanern bewohnt, die das Eiland ursprünglich Waiben nannten, was wahrscheinlich trockener Platz bedeutet und auf die nur geringen Süßwasservorkommen anspielt. 1877 wurden von der Queenslander Regierung Institutionen zur Verwaltung der Inseln auf Thursday Island eingerichtet und im Laufe der folgenden Dekade entwickelte sich dort eine selbständige Gemeinde.

### Perlmutt und Zuwanderung
1885 nahm die Perlen- und vor allem Perlmuttindustrie auf der Insel ihren Anfang, die Arbeitskräfte auch aus Asien anzog, vor allem Menschen aus Japan, Malaysia und Indien. Zusätzlich wurden noch Arbeitskräfte von den südpazifischen Inseln, oft auch gegen ihren Willen, wie das im Queensland jener Zeit üblich war, eingeführt. Während diese Industrien über die folgenden Jahrzehnte wieder an Wichtigkeit verloren, so ist ihr Erbe immer noch im Völkergemisch lebendig.

### Zweiter Weltkrieg
Während des Zweiten Weltkrieges wurde Thursday Island zum militärischen Hauptquartier der Region für australische und amerikanische Streitkräfte. Infolgedessen wurden die Torres-Strait-Inseln 1942 von der japanischen Luftwaffe mehrfach bombardiert, was wiederum die Evakuierung der Zivilbevölkerung nach sich zog. Erst nach dem Krieg durfte diese wieder zurückkehren. Thursday Island selbst wurde nicht angegriffen, was darauf zurückgeführt wird, dass zahlreiche japanischstämmige Perlentaucher ihre letzte Ruhestätte auf der Insel hatten.

### Flughafen
Die ca. 8 km östlich gelegene Horn Island wurde im Zweiten Weltkrieg mehrfach attackiert, da sich dort eine Luftwaffenbasis befand, welche von den Alliierten zu Angriffen auf japanische Stellungen auf dem nahen Neuguinea genutzt wurde. Der Flughafen existiert noch heute und bindet die Torres Strait in das australische Flugnetz ein. Vom Flughafen auf Horn Island sind es nur rund 10 Minuten mit der Fähre zu Thursday Island.
Seit 1995 wird der Horn Island (Ngurapai) Airport von der Inselgemeinschaft betrieben und einer grundlegenden Erneuerung unterzogen. Der Flughafen ist für internationale Flüge zugelassen und hat zwei Landebahnen. Die längere ist knapp 1400 Meter lang, 30 Meter breit und besitzt Beleuchtung.
Täglich gibt es zwei Passagierdienste nach Cairns und regelmäßige Verbindungen zu den meisten der Inseln. Zusätzlich gibt es Charterdienste die auch Hubschrauber einschließen.